# Caccia alla tigre (Rubens)
La Caccia alla tigre è un grande dipinto a olio su tela di 256x324 cm, realizzato nel 1616 dal pittore fiammingo Peter Paul Rubens. Esso costituisce una delle quattro opere di caccia commissionate da Massimiliano I, elettore e duca di Baviera, per decorare il Castello Vecchio di Schleißheim. Tale ciclo di opere è stato diviso durante le guerre napoleoniche. Attualmente è conservato nel Museo delle Belle Arti di Rennes.

## Descrizione
L'opera mostra un momento di elevata concitazione, in cui uomini e bestie combattono li uni contro li altri per la sopravvivenza. La scena è resa particolarmente drammatica e selvaggia attraverso l'inserimento di animali esotici, come la tigre. Tale elemento era molto diffuso in epoca classica e in questo contesto rappresenta lo scontro tra la ragione (l'uomo) e l'istinto. I corpi si fondono tra di loro a creare una scena dall'epilogo enigmatico, non è, infatti, ancora chiaro chi sarà il vincitore: da un lato la razionalità sembra perire sotto il violento morso del possente felino, da un altro numerosi sono gli animali che giacciono esanimi (si noti il particolare del leopardo nell'angolo in basso a destra dell'opera). La drammaticità della scena è solo leggermente attenuata e mitigata dall'esigua quantità di sangue visibile, tuttavia lo sguardo giunge rapido all'atroce visione di una tigre che, disperatamente, difende i propri cuccioli.
L'attenzione dell'osservatore è immediatamente catturata dalla maestosa figura del cavallo posizionato al centro del dipinto. Esso presenta una anatomia meticolosamente studiata sin nei più minuti particolari. Pregevole è la rappresentazione della coda e della criniera. L'animale è ritratto in una posizione inusuale, quasi contorta, ed è caratterizzato da una colorazione tendente all'azzurro. Ciò risulta esemplificativo della lacerazione e della sofferenza a cui è sottoposto, oltreché elemento chiave per apprezzare i numerosi effetti di chiaroscuro di cui l'artista si serve per creare una atmosfera più realistica.

## Stile
In piena sintonia con il radicale cambiamento stilistico, intrapreso dall'autore a partire dal 1612, in sintonia con le istanze di rinnovamento della Controriforma Cattolica a lui contemporanea, i colori sono chiari, con tonalità più fredde. I contrasti cromatici sono accentuati dallo sfondo cangiante, allo scopo di conferire dinamicità all'opera. L'autore pone grande attenzione all'ottenimento di una rappresentazione dei corpi il più possibile simile alla realtà. Spiccano, quindi, i numerosi dettagli anatomici.